# セルティックFC
セルティック・フットボール・クラブ（英語: The Celtic Football Club）は、スコットランドのグラスゴーを本拠地とするプロサッカークラブ。スコティッシュ・プレミアシップに所属している。
レンジャーズと並ぶ国内2強チームの一つである。
クラブは、グラスゴーのイーストエンドに住むアイルランド系移民の貧困を緩和する目的で1887年に設立された。1888年5月に行われた初の対外試合はレンジャーズとの親善試合で、セルティックが5-2で勝利した。セルティックは、スコットランドのサッカー界で確固たる地位を築き、20世紀の最初の10年間でリーグ6連覇を果たした。ジョック・ステインが率いた1960年代と1970年代には、リーグ9連覇を果たし、1967年にはUEFAチャンピオンズカップ優勝を果たすなど、大きな成功を収めた。セルティックは、その歴史を通して、緑と白のユニフォームでプレーしてきた。1903年にフープ（横縞）を採用し、それ以来、このユニフォームを使用している。
セルティックは、その歴史の中で100以上のトロフィーを獲得した世界で5つしかないクラブの1つである。クラブは、スコットランドリーグを55回、直近では2024-25シーズンに優勝しており、スコティッシュカップを42回、スコティッシュリーグカップを21回制覇している。クラブの最も偉大なシーズンは1966-67年で、セルティックは英国のチームとして初めてUEFAチャンピオンズカップを制覇し、さらにスコットランドリーグ、スコティッシュカップ、リーグカップ、グラスゴーカップも制覇した。また、セルティックは1970年のUEFAチャンピオンズカップ決勝と2003年のUEFAカップ決勝にも進出したが、いずれも敗れている。
セルティックはレンジャーズと長年にわたって激しいライバル関係にある。両クラブは「オールドファーム」と呼ばれ、世界最大のサッカーダービーとも言われている。セルティックのファンは、2003年には世界で約900万人と推定されており、20カ国以上に160以上のセルティックのサポーターズクラブがある。2003年のUEFAカップ決勝では、8万人ものファンがセビリアに集結し、敗戦にもかかわらず「非常に忠実でスポーツ的な行動」をとったことで、FIFAとUEFAからフェアプレー賞を授与された。

## 概要
名称のセルティックとは「ケルト人」あるいは「ケルトの、ケルトに属する」を意味する。ケルト系のアイルランドと同じく、チームカラーに緑と白、エンブレムにあしらわれたシャムロックとケルト色を打ち出している。ホームスタジアムはセルティック・パーク。1888年に創立され、最初の試合を行った。
ライバルのレンジャーズは16世紀のスコットランドで起こった宗教改革によって多数派となった長老派（プロテスタント系）の支持が多いが、セルティックはカトリック系で19世紀にアイルランドからジャガイモ飢饉を逃れ渡ってきたアイルランド移民の子孫の支持が多い。また、同じ背景を持つアイルランドや北アイルランドにも根強い人気を誇る。セルティックとレンジャーズの関係は宗教的なもののみならず、英国連合の政治的、民族的な関係をも含む複雑な背景がある。

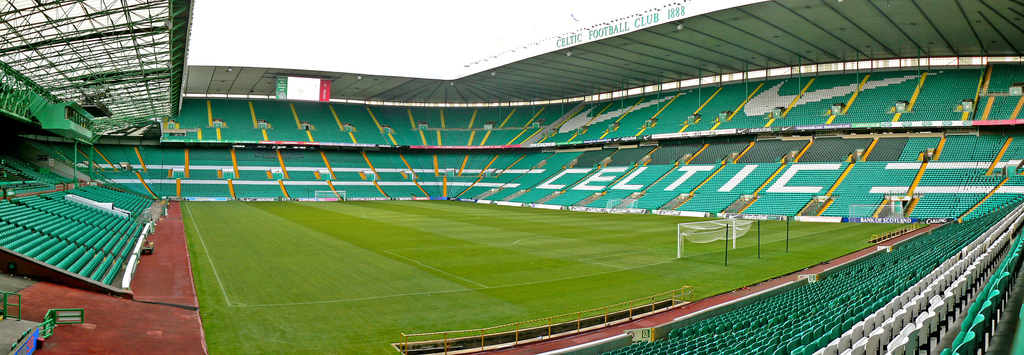
セルティック・パーク

ジョック・ステイン監督に率いられた1966-1967シーズンにはUEFAチャンピオンズカップ（現UEFAチャンピオンズリーグ）を優勝。これはイギリス勢初のビッグイヤー獲得で、セルティックサポーターにとって大いなる誇りとなっている。しかし、その後イギリス経済が不況に陥りその影響がスコットランドに及ぶと、財政難に陥り運営が難しくなった。そして有名選手を集められない、質の高いサッカーを行なえないなどの結果を招き、スコティッシュ・プレミアリーグの人気が低迷することとなった。その後不況から脱出したとはいえ、例年の優勝争いの固定化や他国リーグの人気向上といった他の要因も絡んで、スコティッシュ・プレミアリーグはかつてのような人気はもはや見られなくなった。そのため、セルティックはヘンリク・ラーションなどの有力選手を集めてかつてのように復活しようとしたのである。2002-03シーズンのUEFAカップでは決勝に進出したが、ポルトに敗れ準優勝に終わった。2006-07シーズンのUEFAチャンピオンズリーグのグループリーグではマンチェスター・ユナイテッドをホームゲームで破るなどして、クラブ史上初の決勝トーナメント進出を決めた。その一方でアウェーゲームが完全な鬼門となっており、大会名が改称された1992年から一度も勝てずにいた。2012年10月2日、グループリーグ第2戦のスパルタク・モスクワ戦に3-2で勝利し、UEFAチャンピオンズリーグのアウェーゲーム初勝利をあげた。
2005-06シーズンから2008-09シーズンまで中村俊輔が、2007-08シーズンから2009-10シーズンまで水野晃樹が所属していた。
ライバルであるレンジャーズが破産申請により4部へ降格して以降国内では完全な1強状態となり、2011-12シーズンから2019-20シーズンまでリーグ9連覇、2016-17シーズンから2019-20シーズンまで4年連続の国内三冠を達成。だが2020-21シーズンはレンジャーズに敗れリーグ10連覇はならなかった。
2021-22シーズンの夏に古橋亨梧がヴィッセル神戸から完全移籍で加入し、同シーズンの冬に旗手怜央、井手口陽介がそれぞれ完全移籍で加入し、前田大然が期限付き移籍（買取オプション付き）で加入した。

## 歴史

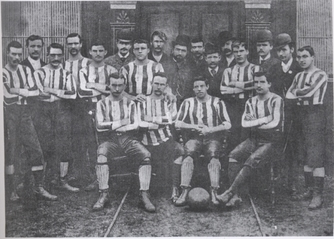
クラブ初期のチーム写真。ユニフォームは現在の有名な横縞のものとは異なる。

セルティック・フットボール・クラブは1887年11月6日、グラスゴー、カルトン、イースト・ローズ・ストリート（現在のフォーブス・ストリート）にあるセント・メアリー教会ホールにおける会合で、アイルランド人マリスト会修道士ウォルフリッドによって正式に結成された。結成の目的はウォルフリッドが始めた慈善事業「Poor Children's Dinner Table」のための募金を集めるためであった。募金を集める手段としてクラブを結成するウォルフリッドの動きは、これより数年前にエディンバラにおいて移民アイルランド集団のために結成されたハイバーニアンの例に大きく発想を得ていた。ウォルフリッドはクラブのアイルランドならびにスコットランド系であることを反映するよう意図した「セルティック celtic」という名称を提案し、同会合で採用された。クラブには公式の愛称「The Bhoys」がある。しかし、セルティック広報部によれば、新たに設立されたクラブは「the bold boys」として多くの人々に知られていたという。チームが描かれ「The Bould Bhoys」と呼ばれている20世紀初頭の絵はがきは、この特有のつづりの知られている初めての例である。この余分なhの起源は定かではないが、アイルランド訛りによる発音を模していると考えられている。

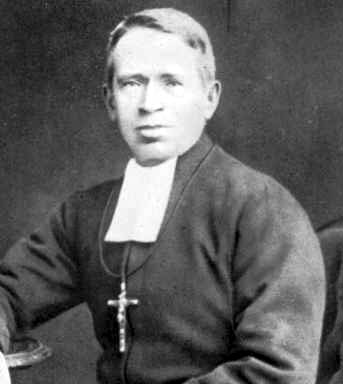
セルティックFCの創設者、修道士ウォルフリッド

1888年5月28日、セルティックはレンジャーズと初の公式戦を行い、5対2で勝利した。ニール・マッカラムがクラブの初ゴールを決めた。この日にプレーした選手はハイバーニアンから雇った選手によって主に構成されていた。
セルティックの初のユニフォームは白シャツと緑の襟、黒のズボン、エメラルドグリーンの靴下からなっていた。クラブの最初のクレストは赤色の卵形の背景の緑のケルト十字という単純なものであった。
1889年、セルティックは初めて開催されたスコティッシュカップ決勝に進出したが、2対1で敗れた。クラブは1892年も再びスコティッシュカップ決勝に進出し、クイーンズ・パークを5対2で破り優勝を果たした。数カ月後、クラブは本拠地をセルティック・パークに移し、次のシーズンはスコティッシュ・リーグ・チャンピオンシップを初制覇した。
1897年、クラブは有限責任私会社となりウィリー・マレーが初の「秘書役兼監督」に任命された。1905年から1910年の間に、セルティックはスコティッシュ・リーグ・チャンピオンシップを6連覇した。1907年と1910年はスコティッシュカップも同時に制した。これは初のスコティッシュカップとリーグの二冠であった。第一次世界大戦中、セルティックはリーグを4連覇し、1915年11月から1916年4月までは無敗を誇った。
元選手でキャプテンのジミー・マクグローリーは1945年にチームを引き継いだ。マクグローリーの下、セルティックは女王エリザベス2世の戴冠を記念して1953年5月に開催された一度限りの大会であるコロネーションカップにおいて、アーセナル、マンチェスター・ユナイテッド、ハイバーニアンを破り優勝した。
1957年10月19日、セルティックはグラスゴー、ハムデン・パークで行われたスコティッシュリーグカップ決勝でレンジャーズを7対1で破った。このスコアは今でも、イギリスの国内カップ戦決勝の最多得点差である。
元セルティックキャプテンジョック・ステインは1965年にマクグローリーの後を引き継いだ。ステインはセルティックを1966年から1974年までリーグ9連覇に導いた。これは1997年に（レンジャーズによって）並ばれるまで世界記録であった。
1967年はセルティックのアンヌス・ミラビリス（素晴しい年）であった。クラブは参加した全ての大会（スコティッシュリーグ、スコティッシュカップ、スコティッシュリーグカップ、グラスゴーカップ、ヨーロピアンカップ）を制覇した。ステインのリーダーシップの下、クラブは1967年5月25日、リスボンのエスタディオ・ナシオナルにおいてインテルナツィオナーレを2対1で破った。セルティックはヨーロッパ王者となった初のイギリスのクラブ（スペイン、ポルトガル、イタリア以外で初）となった。現在でも、決勝に進んだ唯一のスコットランドのチームである。この時の選手達（決勝のスターティングメンバーはロニー・シンプソン、ジム・クレイグ、トミー・ゲメル、ボビー・マードック、ビリー・マクニール、ジョン・クラーク、ジミー・ジョンストン、ウィリー・ウォレス、スティーヴィー・チャルマース、バーティ・オールド、ボビー・レノックス）は後に「リスボン・ライオンズ」として知られるようになった。次の年、セルティックはインターコンチネンタルカップでアルゼンチンのラシン・クラブに敗れた。
セルティックは1970年に再びヨーロピアンカップ決勝に進出したが、ミラノ、サン・シーロで行われた決勝でフェイエノールトに2対1で破れた。
1980年代における国内でさらなる成功にもかかわらず、クラブの当座貸越が500万ポンドを上回った結果として、スコットランド銀行は1994年3月3日に管財人が訪問することをセルティックに通知した。しかし、国外に住んでいる実業家ファーガス・マッキャンがクラブの統制権を手に入れて、創設以来クラブを支配してきた一族を追放した。メディアの報道によれば、マッキャンがクラブを引き継いだのは、破産が宣告される数分前であった。有限責任私会社セルティックPLCとしてのクラブビジネスを再構成し、セルティック・パークの全席座席付き60,832人収容のスタジムへの再開発を監督した。1998年、オランダ人のビム・ヤンセンの下、セルティックは再びタイトルを手にし、レンジャーズがセルティックの9連覇の記録を破るのを阻止した。
ノッティンガム・フォレストでヨーロピアン・カップを制したマーティン・オニールが2000年6月にクラブを引き継いだ。オニールのリーダーシップの下、セルティックは5年間でスコティッシュ・プレミアリーグを3度制覇した。オニールの初年度には国内三冠を達成し、ジョック・ステイン以来三冠を達成した2人目の監督となった。
2003年、UEFAカップ決勝を観戦するために8万人あまりのセルティックファンがセビリアへ旅した。ヘンリク・ラーションが90分以内に2得点をあげたにもかかわらず、セルティックは延長戦の後FCポルトに3対2で破れた。数多くのセルティックサポーターの立派な振舞いはセビリアの人々から幅広い賞賛を受け（一人のサポーターも逮捕されなかった）、セルティックファンはFIFAとUEFAのフェアプレー賞を受賞した。
ゴードン・ストラカンは2005年6月にオニールの後を継ぐことが発表された。就任初年度にSPLのタイトルを手にした後、ストラカンはリーグ3連覇を果たしたセルティック3人目の監督となった。また、ストラカンはセルティックを初となるUEFAチャンピオンズリーグノックアウトステージ（2006-07）に導き、次の2007-08も2年連続でノックアウトステージに進んだ。ストラカンはSPLのタイトルを逃した後、2009年5月にクラブを去った。2009年6月にトニー・モウブレイが監督に就任し、1年後にニール・レノンが後を継いだ。2010年11月、セルティックはセルティック・パークでアバディーンを9対0で破り、スコッティッシュプレミアリーグの最多得点差記録を更新した。
2017年4月2日、ハーツに5-0と大勝したことで、当時2位だったアバディーンに残り8試合で勝点25差をつけ、リーグ6連覇が決定した。34勝4分でシーズンを終え、1898-99シーズン以来となる無敗優勝を達成。スコティッシュカップ、スコティッシュリーグカップにも優勝し、2000-01シーズン以来16年ぶりの国内三冠を無敗で達成した。
2022-23シーズンは国内三冠を達成し、シーズン後に監督のアンジェ・ポステコグルーがトッテナムに移籍した。

## ユニフォームカラー
セルティックの初めてのシーズンでは、ユニフォームは白色のトップスに赤色の円内に描かれたケルト十字の意匠がつけられ、黒のショートパンツと緑の横縞のソックスを着用した。次のシーズンには緑と白の縦縞のトップスに変更され、このデザインをその後14年間使用した。1903年に、お馴染みの緑と白の横縞のトップスを採用した。

## スタジアム
セルティックのスタジアムは、グラスゴーのパークヘッドにあるセルティック・パークである。セルティック・パークは収容人員6万832人の全席座席付きのスタジアムであり、スコットランドで最大、イギリスではマレーフィールド・スタジアム、オールド・トラッフォード、トゥイッケナム、ウェンブリー、ロンドン・スタジアム、ミレニアム・スタジアムに次いで7番目に大きなスタジアムである。セルティック・パークはパークヘッド（Parkhead）あるいはパラダイス（Paradise）として一般的に知られている。
セルティックは最初、1888年にパークヘッド地域にグラウンドを構えた。しかしながら、賃貸料が大幅に値上げされた1892年に異なる場所に移転した。新たな本拠地は、広大な台地（テラス）構造の区域を有する楕円形のスタジアムへと開発された。観客動員記録8万3500人は、1938年1月1日のオールドファームダービーで記録された。1957年から1971年の間にテラスは舗装され、投光照明が導入された。
テイラー・レポートにより、1994年8月までに全ての主要なクラブは全席座席付きのスタジアムを持たなければならないと命じられた。1990年代初頭のセルティックの財政状況は悪く、1994年3月にファーガス・マッキャンがクラブの経営権を獲得するまでは、大規模な改築は行われなかった。マッキャンは古いテラスを撤去し、段階的な改築で新たなスタジアムを開発する計画を実行し、1998年8月に工事は完了した。新スタジアムの総費用は4千万ポンドであった。
1994-95シーズン、セルティックはハムデン・パークでプレーした（賃貸料は50万ポンド）。セルティック・パークは、（特にハムデン・パークが使用できない時）しばしばスコットランド代表やカップ戦決勝の会場として使用されている。第一次世界大戦以前は、セルティック・パークではコンポジット・ルールズ・シンティ＝ハーリングや陸上競技、1897年世界選手権自転車競技大会トラックレースなど様々な他のスポーツイベントが開催された。野外ミサや第一次世界大戦の求人運動も開催された。時にはコンサートでも使用されている。

## サポーター
2003年、セルティックには900万人のファン（内100万人はアメリカ合衆国およびカナダ）がいると推計された。世界中の20カ国以上に160を超えるセルティック・サポーターズ・クラブが存在する。日本には2001年7月に発足した東京CSCがあり、主にアイリッシュパブで集まり、試合を観戦しサポートしている。
2003年、大多数はチケットを持っていない推定8万人のセルティックサポーターが、UEFAカップ決勝のためにスペインのセビリアへ渡った。サポーターは、この試合における振舞いに対してUEFAおよびFIFAからフェアプレー賞を授与された。
2010-11シーズン、セルティックはスコットランドのクラブの中で最多平均観客動員数を記録した。また、この記録はヨーロッパ全てのサッカークラブの中でも12番目である。
セルティックのサポーターがYou'll Never Walk Aloneを歌うことは世界的に有名で、クラブも公式に曲の使用を認めスタジアムで使用している。セルティックパークでは選手の入場前にこの曲が流れサポーターが曲に合わせて熱唱、やがて曲が消えサポーターの声だけがスタジアムに響くという演出が毎試合行われるほか、この曲はセルティックサポーターの代名詞のようになっており2007-2008シーズンのチャンピオンズリーグベスト16のセカンドレグではアウエーの カンプ・ノウでバルセロナの手によりこの曲が流されるという計らいがあった。また中村俊輔の退団時には彼に対してのメッセージとしても使用された。

### オールドファームとセクト主義
セルティックとレンジャーズはスコットランドサッカーの歴史を支配しており、1890年のスコットランドリーグの始まりからこれまで、97のタイトルを分け合っている（他クラブは全て合わせても19）。2つのクラブはスコットランドでこれまで最も支持されているクラブでもある。セルティックはアイルランドの人々ならびにアイルランド系のスコットランド人（どちらも大抵の場合はカトリック）と歴史的な結び付きがある。伝統的に、ライバルのレンジャーズのファンはスコットランドあるいは北アイルランドのプロテスタントから来ており、イギリス統一主義を支持している。
北アイルランド問題の影響もあり、一部のサポーターは試合で対立派閥を罵る、あるいはカトリック信仰への支持を示す歌やチャント、バナーを用い、IRAやUVFといった北アイルランド民兵組織への支持を表明している。
2011年現在、400試合近くのオールドファームダービーが行われている。ダービーの日は、「スコットランドの至る所のコミュニティーでの暴力につながり続けている憎悪、宗教的緊張、威嚇の雰囲気」を持つと描写される。ライバル関係は多くの暴動をあおり、諍いから死者が出ることもあるので、病院の緊急治療室への受け入れは通常の9倍に増加すると報告されており、1996年から2003年の期間では、数百件の暴動、8件の死亡事例に因果関係がみられた。
ハムデン・パークで行われた1980年スコティッシュカップ決勝では、セルティックの勝利後にピッチ上で双方のサポーターによる乱闘が起きた。
セルティック・パークで行われた1999年5月のダービーでは、セルティックファンにより物が投込まれ、レフリーのHugh Dallasにその内一つが当たり治療が行われた。また、少数のファンがピッチに乱入した。
こうした問題から、セルティックはセクト主義を減らす方策を取ってきており、1996年にクラブはBhoys Against Bigotry（偏見）キャンペーンを開始し、その後「コミュニティーの全ての面 —全ての人種、全ての色、全ての信条— に対して敬意を持つよう若者を教育する」ためYouth Against Bigotryキャンペーンが行われた。
2008年3月、UEFAはバルセロナとの試合においてセルティックのファンがセクタリアン・チャント（対立派閥を排除する応援歌）を歌った疑惑について調査を行った。この訴えは、証拠に欠いていたため同月内に棄却された。

### アイルランド共和主義
セルティックファンの一部のグループは、試合においてアイルランド共和主義とアイルランド共和軍に関する歌やチャントを披露することによって彼らへの支持を表明する。IRAチャントは攻撃的であると類型化されるが、彼らがセクタリアンであるかについては意見が分かれている。
UEFA広報委員長William Gaillardは、2006年の事例について話した時、IRAチャントは民族主義者問題であり、それぞれの国の民族主義運動を支持しているバルセロナやアスレティック・ビルバオといった他クラブのファンと似ている、と述べた。またGaillardは、一部のファンが民族浄化に従事した機関への支持を示したバルカン諸国の事例とは状況が異なる、とも述べた。
2008年と2010年、休戦記念日 (Remembrance Day) のためにポピー（リメンブランス・ポピー）のシンボルをチームが身に付けることに対してファンのグループが抗議を行った。セルティックはこれらの抗議に対して彼らがクラブとファンのイメージを損っていると述べて不賛成の意を表明し、関与した者達を入場禁止にすると約束した。
2011年11月、UEFAはセルティックファンが2011年11月3日に行われたヨーロッパリーグのレンヌとの試合中に親IRA歌を含む「不法チャント」が行われた疑惑に関して捜査を開始した。審問が2011年12月9日に行われ、クラブは1万2700ポンドの罰金を課せられた。2011年11月にはまた、スコティッシュ・プレミアリーグが前月のハイバーニアン戦でのファンによる「親IRA」チャントに関するセルティックへの調査を発表した。2011年12月5日、調査の結果SPLは「少数のセルティックファンがIRAを支持する歌およびチャントを行ったことは疑いようがない」と結論付けた。しかしながら、セルティックはそういった行動を防止するために全ての「合理的に実行可能な段階」を踏んでいると見なされ、クラブに対しては罰則は課されなかった。SPLはまた、監督のニール・レノンやCEOのピーター・ローウェルがこれらのチャントについて繰り返し激しい非難を行ったことも考慮された、と述べた。

### 反英王室
2022年、エリザベス女王の死去に伴い試合前に黙とうが行われたが、その黙とう中にセルティックファンは「ロイヤルファミリーが嫌いなら手をたたこう」と書かれた横断幕を掲げ、その文言と同じ歌を拍手喝采しながら歌い続けた。

## タイトル

### 国内タイトル

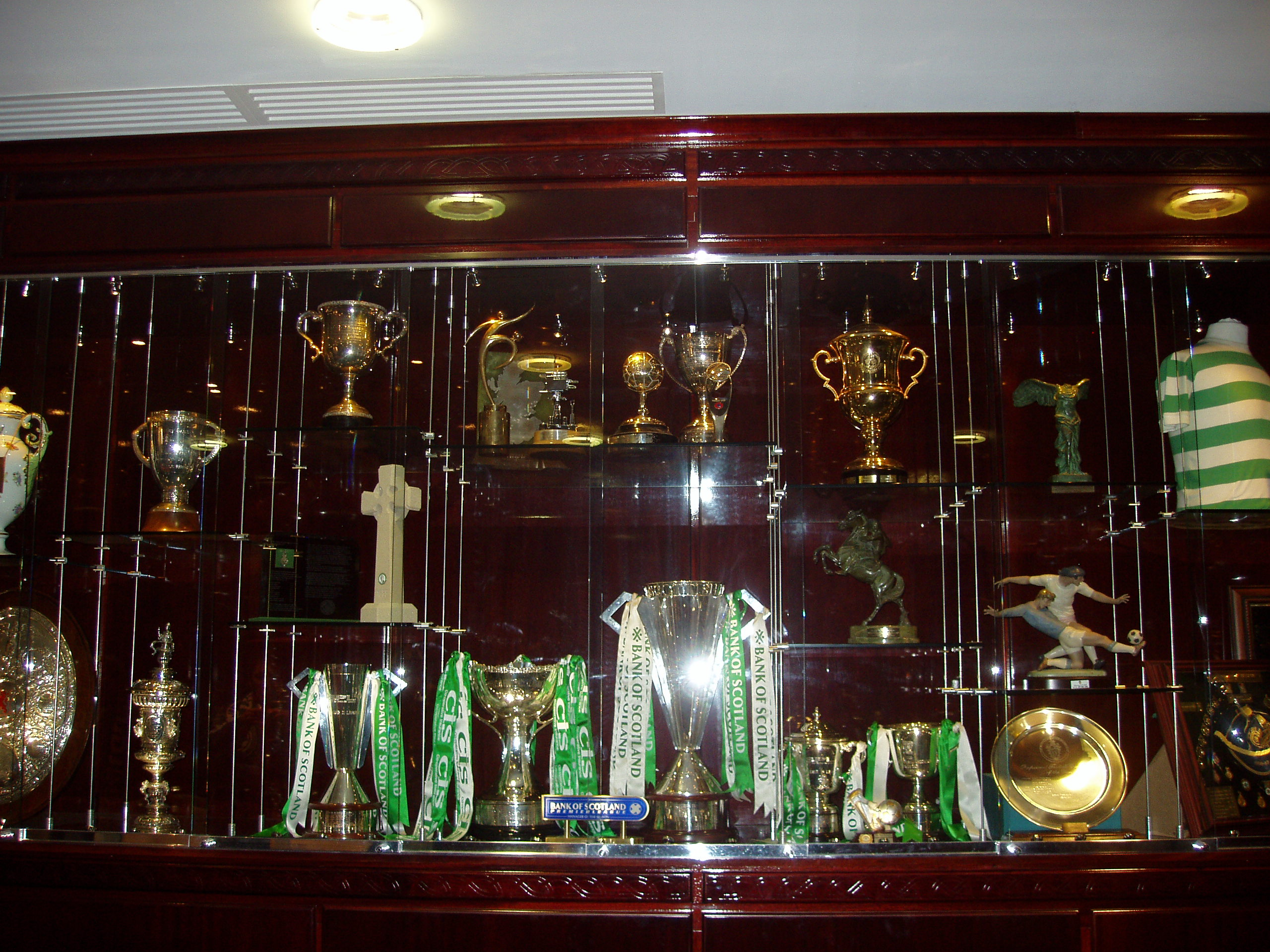
ホームスタジアムのセルティック・パークに飾られているトロフィー。

- スコティッシュ・プレミアリーグ / スコティッシュ・プレミアシップ：55回
  - 1892-93, 1893-94, 1895-96, 1897-98, 1904-05, 1905-06, 1906-07, 1907-08, 1908-09, 1909-10, 1913-14, 1914-15, 1915-16, 1916-17, 1918-19, 1921-22, 1925-26, 1935-36, 1937-38, 1953-54, 1965-66, 1966-67, 1967-68, 1968-69, 1969-70, 1970-71, 1971-72, 1972-73, 1973-74, 1976-77, 1978-79, 1980-81, 1981-82, 1985-86, 1987-88, 1997-98, 2000-01, 2001-02, 2003-04, 2005-06, 2006-07, 2007-08, 2011-12, 2012-13, 2013-14, 2014-15, 2015-16, 2016-17, 2017-18, 2018-19, 2019-20, 2021-22, 2022-23, 2023-24, 2024-25
- スコティッシュカップ：42回
  - 1891-92, 1898-99, 1899-00, 1903-04, 1906-07, 1907-08, 1910-11, 1911-12, 1913-14, 1922-23, 1924-25, 1926-27, 1930-31, 1932-33, 1936-37, 1950-51, 1953-54, 1964-65, 1966-67, 1968-69, 1970-71, 1971-72, 1973-74, 1974-75, 1976-77, 1979-80, 1984-85, 1987-88, 1988-89, 1994-95, 2000-01, 2003-04, 2004-05, 2006-07, 2010-11, 2012-13, 2016-17, 2017-18, 2018-19, 2019-20, 2022-23, 2023–24
- スコティッシュリーグカップ：22回
  - 1956-57, 1957-58, 1965-66, 1966-67, 1967-68, 1968-69, 1969-70, 1974-75, 1982-83, 1997-98, 1999-00, 2000-01, 2005-06, 2008-09, 2014-15, 2016-17, 2017-18, 2018-19, 2019-20, 2021-22, 2022-23, 2024-25
- U18 スコティッシュ・プレミアリーグ：2回
  - 2000, 2003
- U19 スコティッシュ・プレミアリーグ：5回
  - 2004, 2005, 2006, 2010, 2011
- U21 スコティッシュ・プレミアリーグ：3回
  - 2002, 2003, 2004
- リザーブ スコティッシュ・プレミアリーグ：8回
  - 2002, 2003, 2004, 2005, 2006, 2007, 2008, 2009
- スコティッシュ・ユースカップ：11回
  - 1984, 1987, 1989, 1996, 1997, 1999, 2003, 2005, 2006, 2010, 2011
- グラスゴー・カップ：28回
  - 1891, 1892, 1895, 1896, 1905, 1906, 1907, 1908, 1910, 1916, 1917, 1920, 1921, 1927, 1928, 1929, 1931, 1939, 1941, 1949, 1956, 1962, 1964, 1965, 1967, 1968, 1970, 1975*, 1982

*1975年はレンジャースと2-2 引き分けで両チーム優勝

### 国際タイトル
- UEFAチャンピオンズカップ（現UEFAチャンピオンズリーグ） : 1回（1967年）
- コロネーションカップ : 1回（1953年）

## 過去の成績
| シーズン | カテゴリ       | 順位 | 試 | 勝 | 引 | 敗 | 得  | 失 | 点  | カップ       | リーグカップ | CL             | EL            | ECL                |
| -------- | -------------- | ---- | -- | -- | -- | -- | --- | -- | --- | ------------ | ------------ | -------------- | ------------- | ------------------ |
| 1998-99  | プレミアリーグ | 2位  | 36 | 21 | 8  | 7  | 84  | 35 | 71  | 準優勝       | 3回戦敗退    | 予選2回戦敗退  | ‐             | ‐                  |
| 1999-00  | プレミアリーグ | 2位  | 36 | 21 | 6  | 9  | 90  | 38 | 69  | 3回戦敗退    | 優勝         | ‐              | 2回戦敗退     | ‐                  |
| 2000-01  | プレミアリーグ | 1位  | 38 | 31 | 4  | 3  | 90  | 29 | 97  | 優勝         | 優勝         | ‐              | 予選2回戦敗退 | ‐                  |
| 2001-02  | プレミアリーグ | 1位  | 38 | 33 | 4  | 1  | 94  | 18 | 103 | 準優勝       | 準決勝敗退   | GS敗退         | 予選3回戦敗退 | ‐                  |
| 2002-03  | プレミアリーグ | 2位  | 38 | 31 | 4  | 3  | 98  | 26 | 97  | 準々決勝敗退 | 準優勝       | 予選3回戦敗退  | 準優勝        | ‐                  |
| 2003-04  | プレミアリーグ | 1位  | 38 | 31 | 5  | 2  | 105 | 25 | 98  | 優勝         | 準々決勝敗退 | GS敗退         | 準々決勝敗退  | ‐                  |
| 2004-05  | プレミアリーグ | 2位  | 38 | 30 | 2  | 6  | 85  | 35 | 92  | 優勝         | 準々決勝敗退 | GS敗退         | ‐             | ‐                  |
| 2005-06  | プレミアリーグ | 1位  | 38 | 28 | 7  | 3  | 93  | 37 | 91  | 3回戦敗退    | 優勝         | 予選2回戦敗退  | ‐             | ‐                  |
| 2006-07  | プレミアリーグ | 1位  | 38 | 26 | 6  | 6  | 65  | 34 | 84  | 優勝         | 準々決勝敗退 | ベスト16       | ‐             | ‐                  |
| 2007-08  | プレミアリーグ | 1位  | 38 | 28 | 5  | 5  | 84  | 26 | 89  | 準々決勝敗退 | 準々決勝敗退 | ベスト16       | ‐             | ‐                  |
| 2008-09  | プレミアリーグ | 2位  | 38 | 24 | 10 | 4  | 80  | 33 | 82  | 準々決勝敗退 | 優勝         | GS敗退         | ‐             | ‐                  |
| 2009-10  | プレミアリーグ | 2位  | 38 | 25 | 6  | 7  | 75  | 39 | 81  | 準決勝敗退   | 準決勝敗退   | プレーオフ敗退 | ‐             | ‐                  |
| 2010-11  | プレミアリーグ | 2位  | 38 | 29 | 5  | 4  | 85  | 22 | 92  | 優勝         | 準優勝       | 予選3回戦敗退  | ‐             | ‐                  |
| 2011-12  | プレミアリーグ | 1位  | 38 | 30 | 3  | 5  | 84  | 21 | 93  | 準決勝敗退   | 準優勝       | ‐              | GS敗退        | ‐                  |
| 2012-13  | プレミアリーグ | 1位  | 38 | 24 | 7  | 7  | 92  | 35 | 79  | 優勝         | 準決勝敗退   | ベスト16       | ‐             | ‐                  |
| 2013-14  | プレミアシップ | 1位  | 38 | 31 | 6  | 1  | 102 | 25 | 99  | 5回戦敗退    | 3回戦敗退    | GS敗退         | ‐             | ‐                  |
| 2014-15  | プレミアシップ | 1位  | 38 | 29 | 5  | 4  | 84  | 17 | 92  | 準決勝敗退   | 優勝         | プレーオフ敗退 | ‐             | ‐                  |
| 2015-16  | プレミアシップ | 1位  | 38 | 26 | 8  | 4  | 93  | 31 | 86  | 準決勝敗退   | 準決勝敗退   | プレーオフ敗退 | ‐             | ‐                  |
| 2016-17  | プレミアシップ | 1位  | 38 | 34 | 4  | 0  | 106 | 24 | 106 | 優勝         | 優勝         | GS敗退         | ‐             | ‐                  |
| 2017-18  | プレミアシップ | 1位  | 38 | 24 | 10 | 4  | 73  | 25 | 82  | 優勝         | 優勝         | GS敗退         | ベスト32      | ‐                  |
| 2018-19  | プレミアシップ | 1位  | 38 | 27 | 6  | 5  | 77  | 20 | 87  | 優勝         | 優勝         | 予選3回戦敗退  | ベスト32      | ‐                  |
| 2019-20  | プレミアシップ | 1位  | 30 | 26 | 2  | 2  | 89  | 19 | 80  | 優勝         | 優勝         | 予選3回戦敗退  | ベスト32      | ‐                  |
| 2020-21  | プレミアシップ | 2位  | 38 | 22 | 11 | 5  | 78  | 29 | 77  | 4回戦敗退    | 2回戦敗退    | 予選2回戦敗退  | GS敗退        | ‐                  |
| 2021-22  | プレミアシップ | 1位  | 38 | 29 | 6  | 3  | 92  | 22 | 93  | 準決勝敗退   | 優勝         | 予選2回戦敗退  | GS敗退        | 決勝プレーオフ敗退 |
| 2022-23  | プレミアシップ | 1位  | 38 | 32 | 3  | 3  | 114 | 34 | 99  | 優勝         | 優勝         | GS敗退         | ‐             | ‐                  |
| 2023-24  | プレミアシップ | 1位  | 38 | 29 | 6  | 3  | 95  | 30 | 93  | 優勝         | 2回戦敗退    | GS敗退         | ‐             | ‐                  |

1. ↑  UEFAチャンピオンズカップを含む
2. ↑  UEFAカップを含む

## 現所属メンバー
2025年2月3日現在
注：選手の国籍表記はFIFAの定めた代表資格ルールに基づく。
| No. | Pos. |                | 選手名                        |
| --- | ---- | -------------- | ----------------------------- |
| 1   | GK   | デンマーク     | カスパー・シュマイケル        |
| 2   | DF   | カナダ         | アリスター・ジョンストン ()() |
| 3   | DF   | スコットランド | グレッグ・テイラー            |
| 5   | DF   | アイルランド   | リアム・スケールズ            |
| 6   | DF   | アメリカ合衆国 | オーストン・トラスティ        |
| 7   | FW   | ポルトガル     | ジョタ                        |
| 9   | FW   | アイルランド   | アダム・イダ ()               |
| 10  | FW   | ドイツ         | ニコラス・キューン            |
| 12  | GK   | フィンランド   | ヴィルヤミ・シニサロ          |
| 13  | FW   | 大韓民国       | 梁鉉俊                        |
| 14  | MF   | スコットランド | ルーク・マッコーワン          |
| 15  | MF   | ガーナ         | ジェフリー・シュルップ ()     |

| No. | Pos. |                | 選手名                                |
| --- | ---- | -------------- | ------------------------------------- |
| 17  | DF   | ポーランド     | マイク・ナヴロツキ ()                 |
| 20  | DF   | アメリカ合衆国 | キャメロン・カーター＝ヴィッカース () |
| 24  | FW   | アイルランド   | ジョニー・ケニー                      |
| 27  | MF   | ベルギー       | アルネ・エンゲルス                    |
| 28  | MF   | ポルトガル     | パウロ・ベルナルド                    |
| 29  | GK   | スコットランド | スコット・ベイン                      |
| 38  | FW   | 日本           | 前田大然                              |
| 41  | MF   | 日本           | 旗手怜央                              |
| 42  | MF   | スコットランド | カラム・マグレガー                    |
| 49  | MF   | スコットランド | ジェームズ・フォレスト                |
| 56  | DF   | スコットランド | アンソニー・ラルストン                |

※括弧内の国旗はその他の保有国籍を示す。
監督
- ブレンダン・ロジャーズ

### ローン移籍
in
注：選手の国籍表記はFIFAの定めた代表資格ルールに基づく。
| No. | Pos. |        | 選手名                                      |
| --- | ---- | ------ | ------------------------------------------- |
| 15  | MF   | ガーナ | ジェフリー・シュルップ (クリスタル・パレス) |

out
注：選手の国籍表記はFIFAの定めた代表資格ルールに基づく。
| No. | Pos. |                | 選手名                                  |
| --- | ---- | -------------- | --------------------------------------- |
| --  | DF   | スウェーデン   | グスタフ・ラガービエルケ (トゥウェンテ) |
| --  | MF   | 大韓民国       | 權赫奎 (ハイバーニアン)                 |
| --  | FW   | オーストラリア | マルコ・ティリオ (メルボルン・シティ)   |

| No. | Pos. |                | 選手名                                      |
| --- | ---- | -------------- | ------------------------------------------- |
| --  | DF   | スコットランド | スティーヴン・ウェルシュ (メヘレン)         |
| --  | MF   | ノルウェー     | オーディン・チアゴ・ホルム (ロサンゼルスFC) |
| --  | FW   | ホンジュラス   | ルイス・パルマ (オリンピアコス)             |

## 歴代監督
| 氏名                     | 国籍           | 期間                          |
| ------------------------ | -------------- | ----------------------------- |
| ビリー・マーレー         | 北アイルランド | 1897年4月1日 - 1940年1月31日  |
| ジミー・マクステイ       | スコットランド | 1940年2月1日 - 1945年7月31日  |
| ジミー・マクグローリー   | スコットランド | 1945年8月1日 - 1965年7月31日  |
| ジョック・ステイン       | スコットランド | 1965年8月1日 - 1978年5月31日  |
| ウィリアム・ワッデル     | スコットランド | 1969年 - 1972年               |
| ビリー・マクニール       | スコットランド | 1978年8月1日 - 1983年8月1日   |
| デビッド・ヘイ           | スコットランド | 1983年8月1日 - 1987年5月20日  |
| ビリー・マクニール       | スコットランド | 1987年5月20日 - 1991年5月22日 |
| リアム・ブレイディ       | アイルランド   | 1991年6月19日 - 1993年10月7日 |
| ルー・マカリ             | スコットランド | 1993年10月7日 - 1994年6月16日 |
| トミー・バーンズ         | スコットランド | 1994年7月12日 - 1997年5月31日 |
| ビム・ヤンセン           | オランダ       | 1997年7月1日 - 1998年5月11日  |
| ジョゼフ・ベングロシュ   | スロバキア     | 1998年7月1日 - 1999年6月1日   |
| ジョン・バーンズ         | イングランド   | 1999年6月10日 - 2000年2月10日 |
| ケニー・ダルグリッシュ   | スコットランド | 2000年2月10日 - 2000年6月1日  |
| マーティン・オニール     | 北アイルランド | 2000年6月1日 - 2005年5月31日  |
| ゴードン・ストラカン     | スコットランド | 2005年5月31日 - 2009年5月31日 |
| トニー・モウブレイ       | イングランド   | 2009年6月16日 - 2010年3月25日 |
| ニール・レノン           | 北アイルランド | 2010年3月25日 - 2014年5月22日 |
| ロニー・デイラ           | ノルウェー     | 2014年6月6日 - 2016年5月15日  |
| ブレンダン・ロジャーズ   | 北アイルランド | 2016年5月20日 - 2019年2月26日 |
| ニール・レノン           | 北アイルランド | 2019年2月26日 - 2021年2月24日 |
| ジョン・ケネディ (暫定)  | スコットランド | 2021年2月24日 - 2021年5月15日 |
| アンジェ・ポステコグルー | オーストラリア | 2021年6月10日 - 2023年6月6日  |
| ブレンダン・ロジャーズ   | 北アイルランド | 2023年6月19日 - 現在          |

## 歴代所属選手

### GK
| - ロニー・シンプソン 1964-1970 - パット・ボナー 1978-1995 - ゴードン・マーシャル 1991-1998 | - シェイ・ギヴン 1992-1994 - ラブ・ダグラス 2000-2005 - アルトゥール・ボルツ 2005-2010 |

### DF
| - ビリー・マクニール 1957-1975 - ジョン・クラーク 1958-1971 - トミー・ゲメル 1961-1971 - ジム・クレイグ 1965-1972 - ダニー・マクグレイン 1970-1987 - ブライアン・オニール 1991-1997 - トム・ボイド 1992-2003 - トッシュ・マッキンリー 1994-1999 - ジョン・ヒューズ 1995-1996 - ジャッキー・マクナマラ 1995-2005 - アラン・スタッブス 1996-2001 - エンリコ・アンノーニ 1997-1999 | - マルク・リーパー 1997-2000 - ヨハン・ミャルビー 1998-2004 - ジョース・ヴァルゲーレン 2000-2005 - スティーヴン・マクマナス 2000-2010 - ラモン・ヴェガ 2000-2001 - ボボ・バルデ 2001-2009 - スタニスラフ・ヴァルガ 2003-2006 - イジー・ヤロシーク 2006-2008 - ガリー・コールドウェル 2006-2010 - アンドレアス・ヒンケル 2008-2011 - エミリオ・イサギーレ 2010-2019 - チャ・ドゥリ 2010-2012 - フィルジル・ファン・ダイク 2013-2015 |

### MF
| - バーティ・オールド 1955-1961, 1965-1971 - ボビー・マードック 1959-1973 - ジミー・ジョンストン 1961-1975 - ボビー・レノックス 1961-1981 - ルー・マカリ 1966-1973 - ポール・マクステイ 1981-1997 - ピーター・グラント 1982-1997 - ジョン・コリンズ 1990-1996 - サイモン・ドネリー 1993-1999 - フィル・オドネル 1994-1999 - モルテン・ヴィークホルスト 1995-2002 - クレイグ・バーリー 1997-1999 - ポール・ランバート 1997-2005 - コリン・ヒーリー 1998-2003 - リュボミール・モラフチク 1998-2003 - エイヤル・ベルコヴィッチ 1999-2001 | - リアム・ミラー 1999-2004 - スティリアン・ペトロフ 1999-2006 - ニール・レノン 2000-2007 - アラン・トンプソン 2000-2007 - エイダン・マクギーディ 2003-2010 - ジュニーニョ・パウリスタ 2004 - ロイ・キーン 2005-2006 - 中村俊輔 2005-2009 - トーマス・グラヴェセン 2006-2008 - エファンデル・スノ 2006-2008 - 水野晃樹 2008-2010 - スコット・ブラウン 2007-2021 - ジョー・レドリー 2010-2014 - フレドリック・ユングベリ 2011 - ビクター・ワニアマ 2011-2013 - アーロン・ムーイ 2022-2023 |

### FW
| - スティーヴィー・チャルマース 1959-1971 - ウィリー・ウォレス 1966-1971 - ケニー・ダルグリッシュ 1969-1977 - ブライアン・マクレアー 1983-1987 - チャーリー・ニコラス 1990-1995 - ピエール・ファン・ホーイドンク 1995-1997 - アンドレアス・トーム 1995-1998 - パオロ・ディ・カーニオ 1996-1997 - ヘンリク・ラーション1996-2004 - ダレン・ジャクソン 1997-1999 - レジ・ブリンカー 1997-2000 - マーク・バーチル 1997-2001 - マーク・ヴィドゥカ 1998-2000 | - ボビー・ペッタ 1999-2003, 2004-2005 - ジョン・ハートソン 2001-2006 - クリス・サットン 2000-2006 - スティーブン・パールソン 2004-2007 - アンリ・カマラ 2005 - クレイグ・ベラミー 2005 - マチェイ・ジュラフスキ 2005-2008 - ヤン・フェネホール・オフ・ヘッセリンク 2006-2009 - スコット・マクドナルド 2007-2010 - ショーン・マロニー 2008-2011 - ロビー・キーン 2010 - ギャリー・フーパー 2010-2013 - 古橋亨梧 2021-2025 |